# Diego Sosa (futbolista nacido en 1991)
Diego Sosa (n. Tandil, Provincia de Buenos Aires; 24 de octubre de 1991) es un futbolista argentino. Juega de volante en San Miguel de la Primera Nacional.

## Trayectoria
Sosa surgió de las inferiores del Grupo Universitario de Tandil. Allí, con 16 años, logró su debut en el Torneo Argentino B. En el conjunto tandilense logró jugar en 2 ocasiones la Copa Argentina y llegando a más de 90 partidos con el club.
Tras su buen paso por Grupo Universitario, se convierte en jugador de Tiro Federal de Bahía Blanca, también del Torneo Argentino B.
A pesar de no jugar mucho tiempo en Los Turcos, fue traspasado a Olimpo, en ese momento participante de la Primera División, pero en el Aurinegro no tuvo mucho lugar y jugó solo 4 partidos.
Debido a su paso fallido por Primera, se convierte en refuerzo de Ramón Santamarina, equipo de su ciudad. Allí logró un gran nivel, llegando a jugar 49 partidos y convirtiendo 3 goles.
El nivel logrado hizo que fuese fichado por Boca Unidos, de la Primera B Nacional. A pesar de que el equipo descendió, logró un gran nivel, jugando la mayor parte de los partidos.
Vuelve a ser contratado por un equipo de Primera, esta vez por Godoy Cruz, donde debutó en Copa Libertadores frente a Universidad de Concepción de Chile.
Tras lograr un buen nivel, otra vez, se transformó en jugador de Argentinos Juniors.

## Estadísticas

### Clubes
Actualizado de acuerdo al último partido jugado el 21 de junio de 2025.
| Club                             | Div.          | Temporada     | Liga  | Liga  | Liga   | Copas nacionales | Copas nacionales | Copas nacionales | Torneos internacionales | Torneos internacionales | Torneos internacionales | Total | Total | Total  |
| Club                             | Div.          | Temporada     | Part. | Goles | Asist. | Part.            | Goles            | Asist.           | Part.                   | Goles                   | Asist.                  | Part. | Goles | Asist. |
| -------------------------------- | ------------- | ------------- | ----- | ----- | ------ | ---------------- | ---------------- | ---------------- | ----------------------- | ----------------------- | ----------------------- | ----- | ----- | ------ |
| Grupo Universitario Argentina    | 4.ª           | 2009-10       | ?     | ?     | ?      | —                | —                | —                | —                       | —                       | —                       | ?     | ?     | ?      |
| Grupo Universitario Argentina    | 4.ª           | 2010-11       | ?     | 1     | ?      | —                | —                | —                | —                       | —                       | —                       | ?     | 1     | ?      |
| Grupo Universitario Argentina    | 4.ª           | 2011-12       | ?     | ?     | ?      | —                | —                | —                | —                       | —                       | —                       | ?     | ?     | ?      |
| Grupo Universitario Argentina    | 4.ª           | 2012-13       | ?     | 4     | ?      | 1                | 0                | 0                | —                       | —                       | —                       | ?     | 4     | ?      |
| Grupo Universitario Argentina    | Total club    | Total club    | 94    | 13    | 0      | 1                | 0                | 0                | 0                       | 0                       | 0                       | 95    | 13    | 0      |
| Tiro Federal (BB) Argentina      | 4.ª           | 2013-14       | 15    | 3     | 1      | —                | —                | —                | —                       | —                       | —                       | 15    | 3     | 1      |
| Tiro Federal (BB) Argentina      | Total club    | Total club    | 15    | 3     | 1      | 0                | 0                | 0                | 0                       | 0                       | 0                       | 15    | 3     | 1      |
| Club Olimpo Argentina            | 1.ª           | 2014          | 3     | 0     | 0      | —                | —                | —                | —                       | —                       | —                       | 3     | 0     | 0      |
| Club Olimpo Argentina            | 1.ª           | 2015          | 1     | 0     | 0      | —                | —                | —                | —                       | —                       | —                       | 1     | 0     | 0      |
| Club Olimpo Argentina            | Total club    | Total club    | 4     | 0     | 0      | 0                | 0                | 0                | 0                       | 0                       | 0                       | 4     | 0     | 0      |
| C. y B. R. Santamarina Argentina | 2.ª           | 2016          | 18    | 1     | 0      | —                | —                | —                | —                       | —                       | —                       | 18    | 1     | 0      |
| C. y B. R. Santamarina Argentina | 2.ª           | 2016-17       | 29    | 2     | 0      | 3                | 0                | 0                | —                       | —                       | —                       | 32    | 2     | 0      |
| C. y B. R. Santamarina Argentina | Total club    | Total club    | 47    | 3     | 0      | 3                | 0                | 0                | 0                       | 0                       | 0                       | 50    | 3     | 0      |
| C. A. Boca Unidos Argentina      | 2.ª           | 2017-18       | 23    | 3     | 1      | —                | —                | —                | —                       | —                       | —                       | 23    | 3     | 1      |
| C. A. Boca Unidos Argentina      | Total club    | Total club    | 23    | 3     | 1      | 0                | 0                | 0                | 0                       | 0                       | 0                       | 23    | 3     | 1      |
| C. D. Godoy Cruz Argentina       | 1.ª           | 2018-19       | 20    | 0     | 4      | 4                | 0                | 0                | 2                       | 0                       | 0                       | 26    | 0     | 4      |
| C. D. Godoy Cruz Argentina       | Total club    | Total club    | 20    | 0     | 4      | 4                | 0                | 0                | 2                       | 0                       | 0                       | 26    | 0     | 4      |
| Argentinos Juniors Argentina     | 1.ª           | 2019-20       | 15    | 0     | 2      | 3                | 0                | 0                | 2                       | 0                       | 1                       | 20    | 0     | 3      |
| Argentinos Juniors Argentina     | 1.ª           | 2020-21       | —     | —     | —      | 6                | 1                | 2                | —                       | —                       | —                       | 6     | 1     | 2      |
| Argentinos Juniors Argentina     | 1.ª           | 2021          | 10    | 0     | 0      | 6                | 0                | 0                | 3                       | 0                       | 0                       | 19    | 0     | 0      |
| Argentinos Juniors Argentina     | Total club    | Total club    | 25    | 0     | 2      | 15               | 1                | 2                | 5                       | 0                       | 1                       | 45    | 1     | 5      |
| San Martín (T) Argentina         | 2.ª           | 2022          | 30    | 4     | 3      | 1                | 0                | 0                | —                       | —                       | —                       | 31    | 4     | 3      |
| San Martín (T) Argentina         | Total club    | Total club    | 30    | 4     | 3      | 1                | 0                | 0                | 0                       | 0                       | 0                       | 31    | 4     | 3      |
| Deportivo Morón Argentina        | 2.ª           | 2023          | 24    | 5     | 0      | 1                | 0                | 0                | —                       | —                       | —                       | 25    | 5     | 0      |
| Deportivo Morón Argentina        | Total club    | Total club    | 24    | 5     | 0      | 1                | 0                | 0                | 0                       | 0                       | 0                       | 25    | 5     | 0      |
| C. A. San Miguel Argentina       | 2.ª           | 2024          | 35    | 2     | 4      | 1                | 0                | 0                | —                       | —                       | —                       | 36    | 2     | 4      |
| C. A. San Miguel Argentina       | 2.ª           | 2025          | 11    | 0     | 5      | —                | —                | —                | —                       | —                       | —                       | 11    | 0     | 5      |
| C. A. San Miguel Argentina       | Total club    | Total club    | 46    | 2     | 9      | 1                | 0                | 0                | 0                       | 0                       | 0                       | 47    | 2     | 9      |
| Total carrera                    | Total carrera | Total carrera | 327   | 33    | 20     | 26               | 1                | 2                | 7                       | 0                       | 1                       | 360   | 34    | 23     |
| 1. 2.                            |               |               |       |       |        |                  |                  |                  |                         |                         |                         |       |       |        |